# Opisthodontia cymographa
Opisthodontia cymographa is een vlinder uit de familie van de spinners (Lasiocampidae). De wetenschappelijke naam van de soort is voor het eerst geldig gepubliceerd in 1910 door George Francis Hampson.